# Hormius completus
Hormius completus är en stekelart som först beskrevs av Léon Abel Provancher 1886.  Hormius completus ingår i släktet Hormius och familjen bracksteklar. Inga underarter finns listade i Catalogue of Life.